# Borneodessus zetteli
Borneodessus zetteli là một loài bọ cánh cứng trong họ Bọ nước. Loài này được Balke, Hendrich, Mazzoldi & Biström miêu tả khoa học năm 2002.